# Cordavento (álbum de Cordavento)
Cordavento (álbum de Cordavento) es el disco homónimo y el segundo álbum profesional de estudio del grupo mexicano Cordavento. Fue editado por Discos Pueblo bajo la producción de Pepe Ávila el 1 de mayo de 2004. Contó con la participación del cantautor mexicano David Filio, integrante del dueto Mexicanto como artista invitado quien prestó su voz para la grabación del tema "Tiempo atrás".

## Lista de canciones
1.- Acayucan
(autores: Pamela Beltrán/José Carlos Astiazarán)

2.- Canto de la tierra
(autores: Pamela Beltran/José Carlos Astiazarán)

3.- Algo de ti
(autor: Diego Ávila)

4.- Diferente
(autor: Ricardo Larrea)

5.- Intervalos
(autores: Diego Ávila/José Carlos Astiazarán)

6.- Tiempo atrás (con David Filio)
(autor: Diego Ávila)

7.- No voy a ver el mar
(autores: Pamela Beltrán/José Carlos Astiazarán)

8.- Pensando claro
(autores: Diego Ávila/José Carlos Astiazarán)

9.- Si se me va
(autor: José Carlos Astiazarán)

10.- Sed
(autores: José Carlos Astiazarán/Eduardo Reyes)

11.- Al navegar
(autor: José Carlos Astiazarán

12.- De quién soy
(autor: José Carlos Astiazarán)

13.- Tierra de locos
(autor: José Carlos Astiazarán)

## Miembros
- José Carlos Astiazarán
- Pamela Beltrán
- Diego Ávila
- Ricardo Larrea
- Guillermo Trejo

## Músicos invitados
- David Filio (Mexicanto)
- Luis Ernesto Martínez (La gusana ciega)
- Santiago Ávila
- Pepe Ávila (Los Folkloristas)
- Carlos Walraven (Consummatum Est, Ninot))
- Gabriel Ávila